# Jean Christian Ferslew
Jean Christian Ferslew, född 3 mars 1836, död 6 juli 1910, var en dansk boktryckare och publicist.
21 år gammal övertog Ferslew efter sin far en litografisk anstalt, som han snart utökade med bokbinderi och 1863 med ett boktryckeri, från vilket han utgav en rad tidningar, Dagstelegrafen (från 1864), Aftenposten (från 1873) och Nationaltidende (från 1876). Ferslew förstod att skaffa sina tidningar, "de Ferslewske Blade", en stark ställning genom att införa en rad nya presstekniska uppfinningar i Danmark.

## Utmärkelser
- Riddare av Dannebrogorden,  1880[2]

[Redigera Wikidata]